# Andrea Kumpe
Andrea Kumpe (* 18. Mai 1979 in Oberstdorf) ist eine deutsche Organistin und Musikpädagogin.

## Leben
Nach einer Ausbildung als Erzieherin studierte sie an der Hochschule für Musik Nürnberg-Augsburg Kirchenmusik A, Musikpädagogik für das Fach Orgel sowie Elementare Musikpädagogik. Ihre Lehrer im künstlerischen Hauptfach Orgel waren Karl Maureen und Markus Willinger. Das Studies Advanced Diploma Orgel (Meisterklasse) absolvierte sie bei Martin Schmeding an der Hochschule für Musik Freiburg. Meisterkurse bei Jean-Claude Zehnder, Michael Belotti, Ton Koopman, Sietze de Vries, Stefan Engels, Hans-Ola Ericsson, Daniel Roth, Jon Laukvik und Olivier Latry. Promotionsstudium bei Christoph Krummacher und Ines Mainz im Fach Musikpädagogik an der Hochschule für Musik und Theater Leipzig (Empirische Forschung in der Orgelpädagogik und Neukonzeption einer Orgelschule).
Andrea Kumpe war langjährige Dozentin für Musik und Rhythmik an der Kolping-Akademie in Augsburg und Assistentin für die Jungstudentenklasse an der Hochschule für Musik Freiburg. Im Wintersemester 2010/2011 übernahm sie die Vertretung von Martin Schmeding im künstlerischen Hauptfach Orgel. Dasselbe unterrichtete sie an der Pädagogischen Hochschule Freiburg und in der C-Ausbildung der Erzdiözese Freiburg. Seit 2013 arbeitet sie als Koordinatorin Weiterbildung, Forschungskoordinatorin für das Institut Klassik und Kirchenmusik sowie als Dozentin an der Hochschule Luzern – Musik. Sie ist Programmleiterin mehrerer Weiterbildungsstudiengänge (Kirchenmusik, Musik, Bewegung, Tanz, Instrumental-/Vokalpädagogik, Frühinstrumentalunterricht, Musikgeragogik u. a.). Internationale Referentinnentätigkeit (Bereich instrumentales Lehren & Lernen, Übetechniken und künstlerisches Orgelspiel) und regelmäßige Sprecherin an Symposien und Tagungen, besonders im Bereich Orgelpädagogik.
Konzerte als Dirigentin und Organistin in Deutschland, Österreich, Schweiz, Italien, in Spanien und Polen, u. a. bei den Thüringer Bachwochen in Arnstadt und als Solistin mit dem Kammerorchester der Konrad-Adenauer-Stiftung in Bonn. Aufnahmen für den Deutschlandfunk. CD-Produktionen mit dem Ensemble Celsitonantes und dem Label Querstand (Historische Orgeln im Allgäu).

## Auszeichnungen
- Förderpreis der Katholischen Hochschulgemeinde der Universität Augsburg für außergewöhnliche künstlerische Leistungen und soziales Engagement.
- Künstlerischer Forschungspreis der Hochschule für Musik Freiburg.

## Veröffentlichungen
- Die innovative Orgelschule. Orgellernen kreativ: Literaturspiel – Improvisation – Liedbegleitung und Komposition von Anfang an! Bd. 1 bis 6, ISBN 978-3-9525200-6-2.
- Artikel: Neue Wege in der Orgelpädagogik. Gedanken über die Zukunft von Orgellehren und -lernen. In: Martini, Britta; Nusser, Stefan (Hg.): Musik, Kirchenmusik, Theologie. Strube Verlag, München 2014, ISBN 978-3-89912-180-3.
- Orgelunterricht für Jugendliche und junge Erwachsene: Entwicklung eines integrativen instrumentalpädagogischen Lernansatzes. Bosse-Verlag, Kassel 2014, ISBN 9783764928131.
- Online-Publikation: Empirische Studie zur Situation des Orgelunterrichts. Eine in dieser Form erstmals durchgeführte deutschlandweite Untersuchung gewährt Einblick in die aktuellen Bedingungen und Anforderungen der Orgelunterrichtspraxis, in die Anwendungssituation gebräuchlicher Orgelschulen und in die Erwartungen an eine neue Orgelschule (Gustav Bosse Verlag).